# 心室流出路狭窄
心室流出路狭窄（英: Ventricular outflow tract obstruction）とは、循環器疾患、特に先天性心疾患の一形態であり、心臓の右室または左室の流出路のいずれかが閉塞ないし狭窄している病態を指す。流出路の閉塞が関わる種々の疾患を含む幅広い概念である。右室流出路狭窄と左室流出路狭窄に大別される。

## 右室流出路狭窄
右室流出路狭窄（英: right ventricular outflow tract obstruction, RVOTO）は、肺動脈弁、弁上部、漏斗部（infundibulum）、または肺動脈の形態異常などにより生じる右室流出路の狭窄である。代表的な疾患を下記に挙げる。
- 肺動脈弁閉鎖症（Pulmonary atresia, PA）
- 肺動脈弁狭窄症
- 右心低形成症候群（Hypoplastic right heart syndrome, HRHS）

## 左室流出路狭窄
左室流出路狭窄（英: left ventricular outflow tract obstruction, LVOTO）は、大動脈弁、もしくは弁下部、弁上部での形態異常などにより生じる左室流出路の狭窄である。代表的な疾患を下記に挙げる。
- 大動脈弁狭窄症
- 大動脈弁上狭窄症（Supravalvular aortic stenosis, SVAS）
- 大動脈縮窄症（Coarctation of the aorta, CoA）
- 左心低形成症候群